# Stadio di Mestalla
Lo stadio di Mestalla (sp. Estadio de Mestalla), spesso solo Mestalla, è uno stadio di calcio di Valencia, in Spagna. Costruito nel 1923, è il più antico stadio spagnolo. Ha una capienza di 49 930 posti e ospita le partite casalinghe del Valencia Club de Fútbol.
Il nome deriva dall'omonimo torrente che scorre ancora oggi sotto la struttura dello stadio e in tutto il quartiere. Il proprietario è la principale squadra locale, il Valencia CF, che vi disputa le sue gare interne in campionato, Coppa del Re e coppe europee.
Lo stadio ha ospitato le partite del campionato mondiale del 1982 della nazionale spagnola contro Honduras, Jugoslavia e Irlanda del Nord, durante la prima fase a gironi, e alcune finali della Coppa del Re, tra cui quella del 2010-2011 tra Barcellona e Real Madrid. Durante la presidenza di Luis Casanova lo stadio fu rinominato Estadio Luis Casanova, ma nel 1994 è tornato a chiamarsi Mestalla.

## Storia
L'impianto fu inaugurato il 20 maggio 1923 in occasione di un'amichevole tra Valencia e Levante, le due principali squadre della città di Valencia. Aveva una capienza di 17 000 posti, portata a 25 000 quattro anni dopo. Durante la guerra civile spagnola fu usato come campo di assembramento e deposito. Seriamente danneggiato dal conflitto, mantenne poi solo la struttura esterna.
Negli anni '50 del XX secolo, sotto la presidenza di Luis Casanova Giner, il Mestalla fu rinnovato. Il 7 luglio 1950 fu approvato l'accordo di ampliamento dell'impianto: i lavori, diretti da Salvador Pascual con costruzione supervisionata da José Tormo Valero, resero necessario un prestito concesso dal Banco Hipotecario e la vendita di 15 anni di obbligazioni. Decisivo il ruolo giocato da Santiago Bernabéu. Il nuovo Mestalla, costato 18 milioni di euro, divenne uno stadio capace di contenere 45 500 spettatori.
La terribile alluvione del 14 ottobre 1957, causata dall'esondazione del fiume Turia, causò seri danni agli impianti di illuminazione e idrico della struttura, oltre che ai seggiolini, agli uffici e agli spogliatoi. Con alcune migliorie quali l'aggiunta di luci artificiali, inaugurate il 17 marzo 1959, l'impianto tornò operativo nel 1959, in occasione dell'amichevole tra Valencia e Stade Reims, vinta per 2-1 dai locali, in occasione delle festività delle Fallas.
Il 23 agosto 1969, su proposta del presidente Julio de Miguel approvata dai soci del Valencia, lo stadio cambiò nome in Estadio Luis Casanova in onore di Luis Casanova Giner, ex presidente del Valencia CF.
Nel 1972 presso lo stadio fu inaugurata la nuova sede sociale del Valencia CF, situata nella parte posteriore della gradinata centrale. Tra la fine degli anni '70 e i primi '80 l'impianto fu ammodernato per ospitare alcune partite del campionato del mondo 1982, in programma in Spagna. Lo Stadio Luis Casanova fu sede dei tre incontri che la Spagna disputò nella prima fase, contro Honduras, Jugoslavia e Irlanda del Nord.
La prima finale di Coppa del Re disputata nello stadio fu quella del 1989-1990 tra Barcellona e Real Madrid, vinta dai catalani per 2-0.
Nel 1992 lo stadio Luis Casanova fu una delle quattro sedi del torneo calcistico dell'Olimpiade del 1992. Come avvenuto per il mondiale di dieci anni prima, lo stadio valenciano ospitò le partite della nazionale olimpica spagnola, contro Colombia, Egitto e Qatar, oltre ai match del gruppo C Marocco-Corea del Sud, Paraguay-Corea del Sud e Paraguay-Marocco, il quarto di finale tra Spagna e Italia e la semifinale tra Spagna e Ghana. 
Durante la Coppa UEFA 1992-1993 il Napoli disputò una storica partita in questo stadio, battendo il Valencia padrone di casa per 5 a 1, grazie a ben cinque gol dell'uruguayano Daniel Fonseca.
Il 26 giugno 1993 l'impianto fu teatro di un'altra finale di Coppa del Re, quella vinta dal Real Madrid per 2-0 contro il Saragozza.
Il 6 novembre 1994 lo stadio Luis Casanova tornò ufficialmente al nome originario di stadio di Mestalla, dopo che a febbraio lo stesso Luis Casanova aveva scritto a Francisco Roig, presidente del Valencia in carica, dicendosi egli stesso favorevole all'ipotesi di ripristinare il nome iniziale.
Il 29 aprile 1998 fu sede per la terza volta della finale di Coppa del Re, vinta ai tiri di rigore dal Barcellona contro il Maiorca dopo l'1-1 dei tempi supplementari.
Dal 1998 al 2001, su progetto del presidente Francisco Roig, lo stadio fu rinnovato con l'idea di portarlo a 70 000 posti a sedere, ma i lavori si fermarono a 52.500 posti perché un ulteriore ampliamento fu giudicato illegale dal tribunale spagnolo.
Nel marzo del 1999 al Mestalla la Spagna sconfisse per 9-0 l'Austria in una storica partita di qualificazione al campionato d'Europa 2000.
Il 27 maggio 2000 ebbe luogo nello stadio la finale di Coppa del Re tra Espanyol e Atlético Madrid, vinta dai primi per 2-1.
Il 13 maggio 2009 l'impianto fu sede della sua ottava finale di coppa nazionale, quella vinta dal Barcellona per 4-1 contro l'Athletic Bilbao, mentre il 20 aprile 2011 il Real Madrid vinse per 1-0 al Mestalla contro il Barcellona in un'altra finale di Coppa del Re. La decima finale di coppa nazionale giocata al Mestalla, quella del 16 aprile 2014, vide la vittoria del Real Madrid per 2-1 sempre contro il Barcellona.
Con la sparizione del vecchio San Mamés, stadio dell'Athletic Club, il Mestalla è divenuto lo stadio più antico della Primera División spagnola.
Nell'aprile del 2017 la partita di Primera División spagnola femminile tra Valencia Donne e Levante Donne terminò con il punteggio di 6-0 per i padroni di casa di fronte a 17 000 spettatori, record di affluenza in Spagna per una partita di calcio femminile.
Nell'agosto 2007 iniziarono i lavori di costruzione del Nou Mestalla, moderno stadio che avrebbe dovuto sostituire il Mestalla, ma la cui edificazione è stata interrotta da problemi di natura finanziaria.

## Partite della Coppa del mondo del 1982
- Spagna -  Honduras 1-1 (gruppo 5, 16 giugno)
- Spagna -  Jugoslavia 2-1 (gruppo 5, 20 giugno)
- Spagna -  Irlanda del Nord 0-1 (gruppo 5, 25 giugno)

## Partite di rilievo disputate al Mestalla
| Evento                                | Fase             | Partita                                  | Anno |
| ------------------------------------- | ---------------- | ---------------------------------------- | ---- |
| amichevole                            | amichevole       | Spagna 1 - Italia 0                      | 1925 |
| Coppa del Re                          | Finale           | Barcellona 3 - Athletic Club de Madrid 2 | 1926 |
| Coppa del Re                          | Finale           | Espanyol 2 - Real Madrid 1               | 1929 |
| Coppa del Presidente de la Repubblica | Finale           | Real Madrid 2 - Barcellona 1             | 1936 |
| amichevole                            | amichevole       | Spagna 3 - Svizzera 2                    | 1941 |
| amichevole                            | amichevole       | Spagna 6 - Austria 3                     | 1959 |
| amichevole                            | amichevole       | Spagna 1 - Belgio 2                      | 1963 |
| Campionato europeo 1968               | Qualificazioni   | Spagna 2 - Irlanda 0                     | 1966 |
| amichevole                            | amichevole       | Spagna 1 - Svizzera 0                    | 1969 |
| amichevole                            | amichevole       | Spagna 2 - Francia 2                     | 1971 |
| Campionato europeo 1976               | Qualificazioni   | Spagna 1 - Scozia 1                      | 1975 |
| Campionato europeo 1980               | Qualificazioni   | Spagna 1 - Romania 0                     | 1978 |
| Campionato europeo 1980               | Qualificazioni   | Spagna 0 - Jugoslavia 1                  | 1979 |
| amichevole                            | amichevole       | Spagna 0 - Ungheria 3                    | 1981 |
| amichevole                            | amichevole       | Spagna 3 - Lussemburgo 0                 | 1981 |
| amichevole                            | amichevole       | Spagna 2 - Belgio 0                      | 1981 |
| amichevole                            | amichevole       | Spagna 3 - Scozia 0                      | 1982 |
| amichevole                            | amichevole       | Spagna 1 - Galles 1                      | 1982 |
| amichevole                            | amichevole       | Spagna 2 - Svizzera 0                    | 1982 |
| Campionato mondiale 1982              | Prima fase       | Spagna 1 - Honduras 1                    | 1982 |
| Campionato mondiale 1982              | Prima fase       | Spagna 2 - Jugoslavia 1                  | 1982 |
| Campionato mondiale 1982              | Prima fase       | Irlanda del Nord 1 - Spagna 0            | 1982 |
| amichevole                            | amichevole       | Spagna 2 - Danimarca 1                   | 1984 |
| amichevole                            | amichevole       | Spagna 2 - Bulgaria 0                    | 1985 |
| amichevole                            | amichevole       | Spagna 0 - Germania Est 0                | 1988 |
| Coppa del Re                          | Finale           | Barcellona 2 - Real Madrid 0             | 1990 |
| amichevole                            | amichevole       | Spagna 1 - CSI 1                         | 1992 |
| Olimpiade 1982                        | Prima fase       | Spagna 4 - Colombia 0                    | 1992 |
| Olimpiade 1982                        | Prima fase       | Spagna 2 - Egitto 0                      | 1992 |
| Olimpiade 1982                        | Prima fase       | Spagna 2 - Qatar 0                       | 1992 |
| Olimpiade 1982                        | Prima fase       | Marocco 1 - Corea del Sud 1              | 1992 |
| Olimpiade 1982                        | Prima fase       | Paraguay 0 - Corea del Sud 0             | 1992 |
| Olimpiade 1982                        | Prima fase       | Paraguay 3 - Marocco 1                   | 1992 |
| Olimpiade 1982                        | Quarti di finale | Spagna 1 - Italia 0                      | 1992 |
| Olimpiade 1982                        | Semifinale       | Spagna 2 - Ghana 0                       | 1992 |
| Coppa del Re                          | Finale           | Real Madrid 2 - Saragozza 0              | 1993 |
| amichevole                            | amichevole       | Spagna 0 - Croazia 2                     | 1994 |
| Campionato mondiale 1998              | Qualificazioni   | Spagna 2 - Jugoslavia 0                  | 1996 |
| Coppa del Re                          | Finale           | Barcellona 1 - Maiorca 1                 | 1998 |
| Campionato europeo 2000               | Qualificazioni   | Spagna 9 - Austria 0                     | 1999 |
| Coppa del Re                          | Finale           | Espanyol 2 - Atlético Madrid 1           | 2000 |
| amichevole                            | amichevole       | Spagna 2 - Francia 1                     | 2001 |
| Campionato mondiale 2002              | Qualificazioni   | Spagna 4 - Austria 0                     | 2001 |
| Campionato europeo 2004               | Qualificazioni   | Spagna 2 - Norvegia 1                    | 2003 |
| Campionato mondiale 2006              | Qualificazioni   | Spagna 1 - Lituania 0                    | 2005 |
| Campionato mondiale 2006              | Qualificazioni   | Spagna 1 - Bosnia 1                      | 2005 |
| Coppa del Re                          | Finale           | Barcellona 4 - Athletic Club 1           | 2009 |
| Coppa del Re                          | Finale           | Real Madrid 1 - Barcellona 0             | 2011 |
| Coppa del Re                          | Finale           | Real Madrid 2 - Barcellona 1             | 2014 |
| Campionato europeo 2020               | Qualificazioni   | Spagna 2 - Norvegia 1                    | 2019 |